# デビルズ・バックボーン
『デビルズ・バックボーン』（El Espinazo del Diablo）は、2001年のスペイン映画。ギレルモ・デル・トロ監督によるホラー・ミステリー。
スペインでは2001年4月20日に公開された。日本では2004年8月28日に池袋シネマサンシャインと新宿ピカデリーで公開された後、全国で順次公開された。
第16回ゴヤ賞では衣裳デザイン賞と特殊効果賞にノミネートされた。2002年のアムステルダム・ファンタスティック映画祭ではヨーロッパ映画グランプリを受賞した。
原題のEl Espinazo del Diablo（悪魔の背骨）とは、二分脊椎症で生まれてきた胎児の露出した背骨をかつて呼んだ名前であり、作中の登場人物・カザレス医師が、その胎児のラム酒漬けのビンを保有し、生薬として服用している。
また、監督のデル・トロはこの作品についてDVDのコメンタリーにおいて、「ゴシック・ロマンスと戦争物語との融合」「結末には西部劇的となる」と語っている。

## 概要
今作はスペイン内戦の孤児院を舞台に、夜ごとに出没する少年の霊に悩まされる少年と孤児院に隠された秘密を描くホラー映画。上映時間は110分
「クロノス」以前からギレルモ・デル・トロはスペイン内戦を題材にした映画を作りたいという願望を抱いていたが、「ミミック」製作時のプロデューサーとの対立などでハリウッドに失望していたギレルモは、自身のキャリアは終わったと感じていた。
しかし彼に転機を与えたのは本作のプロデューサーであるペドロ・アルモドバルである。ギレルモとアルモドバルは本作が製作される数年前のマイアミ国際映画祭の時の宿泊先のバルコニーで出会っていた。アルモドバルはギレルモのクロノスを絶賛し、次の作品をプロデュースしたいとギレルモに伝えていた。
それから数年後、ギレルモがアルモドバルに電話をしたことで本作の製作は始まった。ミミック製作時と異なり、アルモドバルは基本的にギレルモの方針に口出しはせず、彼の盾になりつつ、映画作りに必要なものは揃えた。
ミミック以上にギレルモの方針が反映された本作はジェラルメール国際ファンタスティック映画祭国際批評家賞とアムステルダム・ファンタスティック映画祭グランプリ受賞するなど国際的な評価を得た。
なお、スペイン内戦を舞台とした子供の物語という点では後の「パンズ・ラビリンス」と類似し、評価という点でもパンズ・ラビリンスが上ではあるが、ギレルモ自身は「自分の手がけた作品の中ではベストだと思っている。ぱっと見の派手さはないが、視覚的には、信じられないほど細かい部分まで考えて作られているんだ。『パンズ・ラビリンス』は野外歴史劇のように見た目にも相当ゴージャス。『デビルズ・バックボーン』はセピア色のイラストみたいだ」と言うように、本作をパンズ・ラビリンスと同等、あるいはそれ以上に気に入っている。

## ストーリー
スペイン内戦が終わりに近づいていた1939年が舞台。少年カルロスは親を亡くし、人里はなれた孤児院サンタ・ルチアに連れて来られた。その孤児院の中庭には不発弾が埋まったまま放置されているうえ、孤児院の職員たちもどこか一風変わっていた。カルロスはそこで少年の幽霊をたびたび目撃する。

## キャスト
※括弧内は日本語吹き替え
- ハチント - エドゥアルド・ノリエガ（咲野俊介）：孤児院の職員。もともとはこの孤児院の孤児だった。
- カルメン - マリサ・パレデス（泉晶子）：元共和党員である、孤児院の院長。
- カザレス - フェデリコ・ルッピ（土師孝也）：老医師。二分脊椎症の胎児のラム酒漬けを好む。
- カルロス - フェルナンド・ティエルブ（村上想太）：孤児。
- コンチータ - イレーネ・ビセド：ハチントの婚約者。
- ハイメ - イニゴ・ガルセス：カルロスがサンタ・ルチア孤児院で知り合った孤児。
- サンティ - フニオ・バルベルデ：孤児。

## 批評
この映画についての評価は全体的に高かったものの、2006年公開予定（当時）だった『パンズ・ラビリンス』に勝ることはなかった。
ロジャー・イーバートは、同じ年に公開された幽霊ものの映画『アザーズ』と比較し、よい評価を与えた 。
この映画における幽霊の登場シーンが、イギリスのテレビ局・ ブラボーの『最も怖い映画の場面100』（100 Scariest Movie Moments）の61位にランクインした。 
また、映画レビューサイトRotten Tomatoesでは91%の評価を得られ、ホラー映画のレビューサイトである Bloody Disgustingでは、「上品で作者の思いがこめられておりながらも、この映画は少年時代における戦争の悲惨な記憶や、虫唾の走るような忘れられない悪夢を描いている」という理由で 'Top 20 Horror Films of the Decade'の第18位にランクインした。